# IC 5222
IC 5222 је спирална галаксија у сазвјежђу Тукан која се налази на листи објеката дубоког неба у Индекс каталогу.
Деклинација објекта је - 65° 39' 41" а ректасцензија 22h 29m 54,7s. Привидна величина (магнитуда) објекта IC 5222 износи 12,7 а фотографска магнитуда 13,5. IC 5222 је још познат и под ознакама ESO 109-6, FAIR 193, AM 2226-655, IRAS 22263-6555, PGC 68993.